# Disembolus concinnus
Espèce
Disembolus concinnus est une espèce d'araignées aranéomorphes de la famille des Linyphiidae.

## Distribution
Cette espèce est endémique d'Arizona aux États-Unis,. Elle se rencontre dans le comté de Cochise.

## Description
Le mâle mesure 1,60 mm et les femelles de 1,70 à 1,80 mm.

## Publication originale
- Millidge, 1981 : The erigonine spiders of North America. Part 4. The genus Disembolus Chamberlin and Ivie (Araneae: Linyphiidae). Journal of Arachnology, vol. 9, no 3, p. 259-284 (texte intégral).